# Bogdan Antoszewski
Bogdan Antoszewski (ur. 1951) – polski inżynier mechanik, profesor nauk technicznych, profesor zwyczajny Politechniki Świętokrzyskiej, prorektor tej uczelni (2013–2016).

## Życiorys
W 1974 ukończył studia na Wydziale Mechaniczno-Energetycznym Politechniki Wrocławskiej, uzyskując tytuł magistra inżyniera mechanika. Doktoryzował się w 1983 na Politechnice Świętokrzyskiej w oparciu o rozprawę zatytułowaną Badanie zjawisk w uszczelnieniach czołowych pomp wirowych dla ośrodków dwufazowych ciecz-ciało stałe. Stopień doktora habilitowanego uzyskał w 2000 na Politechnice Poznańskiej na podstawie pracy Własności laserowo i plazmowo modyfikowanych ślizgowych węzłów tarcia na przykładzie uszczelnień czołowych. Tytuł naukowy profesora nauk technicznych otrzymał 3 listopada 2011.
W latach 1975–1978 pracował w Kieleckiej Fabryce Pomp „Białogon”. Następnie zatrudniony był w Ośrodku Badawczo-Rozwojowym Pomp Przemysłowych. W 1983 podjął pracę na Politechnice Świętokrzyskiej, na której doszedł do stanowiska profesora zwyczajnego. Został dyrektorem Centrum Laserowych Technologii Metali PŚk i PAN, w którym objął kierownictwo Katedry Inżynierii Eksploatacji i Przemysłowych Systemów Laserowych. W kadencji 2013–2016 był prorektorem PŚk.
Specjalizuje się w inżynierii powierzchni, technice uszczelniania i tribologii. Autor lub współautor ok. 200 publikacji, w tym monografii (również w języku rosyjskim), artykułów w czasopismach naukowych wyróżnionych w JCR i skryptu naukowego pt. Przewodnik do ćwiczeń laboratoryjnych z eksploatacji maszyn (Kielce 2013).
Odznaczony Srebrnym Krzyżem Zasługi (2003) i Medalem Komisji Edukacji Narodowej (2002). 4 sierpnia 2014 otrzymał tytuł doktora honoris causa Uniwersytetu Rolniczego w Sumach na Ukrainie.